# Vendée Globe
Vendée Globe, původně Vendée Globe Challenge, je prestižní jachtařský závod kolem světa, který začíná i končí v atlantském přístavu Les Sables-d'Olonne ve francouzském departementu Vendée. Každý účastník musí závod absolvovat sám (sólově) a bez jakékoli pomoci, nesmí nikde ani vystoupit na břeh, může jen zakotvit na moři. Pro své extrémní nároky je závod přístupný jen po přísné kvalifikaci a je považován za vrcholný test jachtařských dovedností. Účastní se ho nicméně hlavně Francouzi. Plavba je dlouhá zhruba 24 000 námořních mil (44 500 km, tedy více než obvod Země) a trvá průměrně kolem tří měsíců. Závod se koná jednou za čtyři roky a startuje v listopadu, aby probíhal během léta na jižní polokouli. Aktuální rekord drží Charlie Dalin, který 14. ledna 2025 dokončil závod za necelých 65 dní.

## Historie
S konceptem tohoto závodu přišel roku 1989 francouzský jachtař Philippe Jeantot. Ten měl za sebou dvě vítězství v podobném závodě BOC Challenge (později Velux 5 Oceans nebo Around Alone), kde však bylo možné během cesty zastavovat v přístavech pro odpočinek a opravy lodí. Jeantotovi se tyto podmínky zdály příliš mírné a vymyslel verzi, kde budou zastávky na břehu zakázány.
První ročník tohoto extrémního závodu proběhl na přelomu let 1989–1990 se 13 účastníky (z toho 11 Francouzů, 1 Jihoafričan a 1 Američan), z nichž jen 7 úspěšně dorazilo do cíle. Sám Jeantot se také zúčastnil a skončil čtvrtý, zvítězil jeho krajan Titouan Lamazou. Další ročník se konal po třech letech (1992–1993), od té doby se opakují ve čtyřleté periodě.

## Podmínky

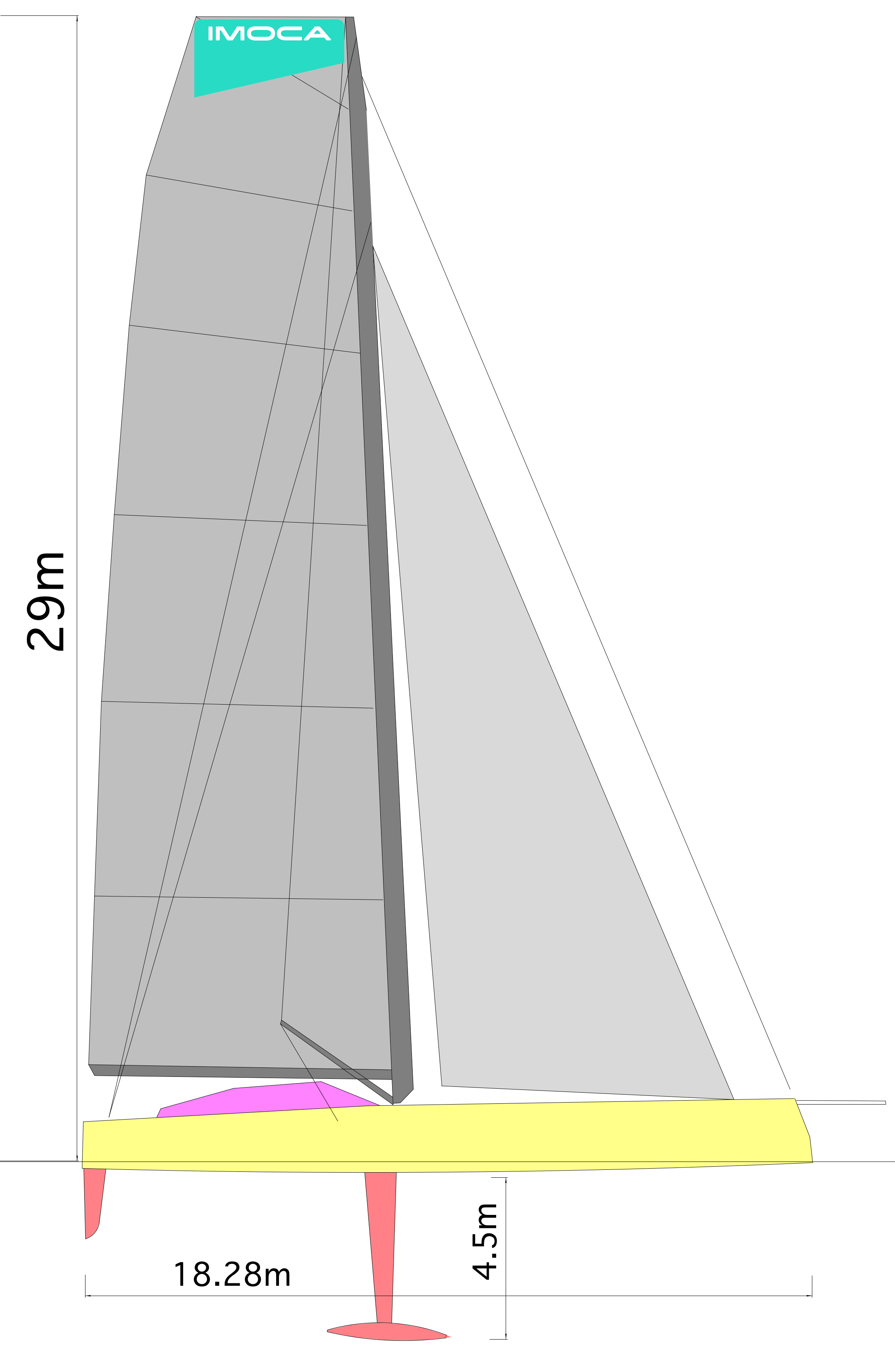
Maximální hodnoty základních rozměrů jachty IMOCA „Open 60“

### Lodě
Závod je určen pro jednotrupové jachty splňující kritéria třídy Open 60 (před rokem 2004 byla povolena i třída Open 50, tedy asi o 3 metry kratší). Fyzické parametry jsou dány hlavně omezeními shora, celková délka lodi by měla být zhruba 18 metrů (59–60 stop). Trup bývá mnohem širší než u klasických závodních jachet, aby poskytl vyšší stabilitu na rozbouřeném volném moři.
Lodě musí být vybaveny různými bezpečnostními prvky. Přesto zůstává závod velmi nebezpečný, neboť trasa vede širým oceánem daleko od civilizace a jakékoli rychlé pomoci. Značný podíl účastníků zpravidla závod nedokončí (vzdá), ve 2. a 3. ročníku došlo dokonce k úmrtím na moři. V 6. ročníku se několik závodníků vydalo na pomoc kolegovi, kterému se převrátila loď, neboť jiná pomoc v dosahu nebyla – dostali pak za svou obětavost časové kompenzace.

### Trasa
Trasa závodu vede z Evropy na jih Atlantským oceánem, kolem mysu Dobré naděje, pak na východ jižním Indickým oceánem a jižním Pacifikem okolo celé Antarktidy, poté kolem Hornova mysu a nazpět Atlantikem do Francie. V zásadě jde o dráhu kopírující klasickou kliprovou trasu používanou obchodními loděmi od 17. století a využívající stálého západního proudění v zóně Západního příhonu.

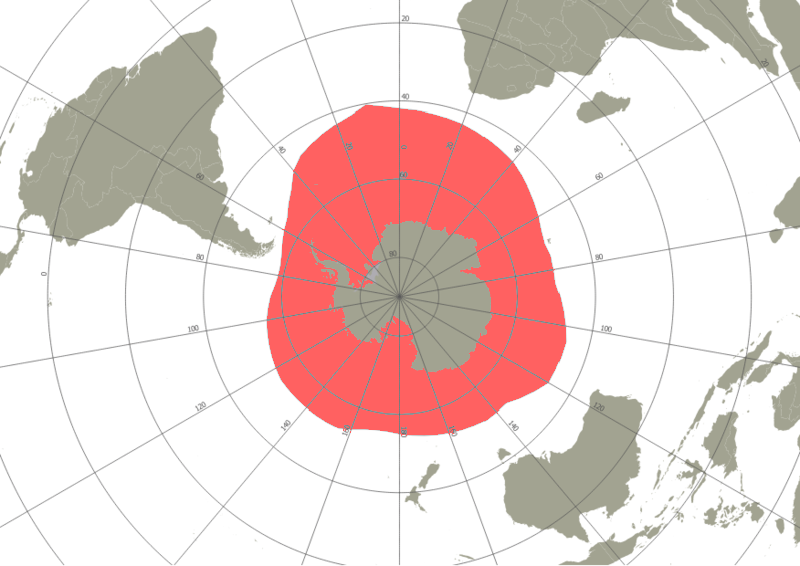
Vyloučená ledová zóna kolem Antarktidy

Hlavním omezením závodníků ve volbě konkrétního kurzu, který se odvíjí od aktuálních povětrnostních podmínek, je tzv. vyloučená ledová zóna okolo Antarktidy, přesně vymezená oblast, kam je zakázáno vplout, aby se zamezilo riskantnímu zkracování dráhy přes Jižní oceán s výskytem ledových ker. Případně mohou být při konkrétním závodě z bezpečnostních důvodů stanoveny další body povoleného koridoru.
Závodníci cestou nesmí nikde přistát, ani přirazit k jiné lodi. Výjimkou je brzký návrat po startu při zjištění nějakého problému, kdy účastník musí znovu odstartovat v rozmezí maximálně 10 dní od zahájení závodu, jinak je diskvalifikován.

### Kvalifikace
Aby se minimalizovalo riziko nehod, účastníci musí projít zdravotní prohlídkou a splnit kurzy sebezáchrany. Dále musí vykázat předchozí zkušenost s jachtařskými závody tohoto typu a na lodi takového typu, případně musí na své lodi vykonat alespoň 2 500 mil dlouhou zaoceánskou plavbu při průměrné rychlosti alespoň 7 uzlů.

## Ročníky a výsledky
Za uplynulých deset ročníků závodu se zúčastnilo celkem 115 různých jachtařů (z toho 15 žen), dokončit alespoň jednou se podařilo 87 z nich (z toho 13 ženám). Průměrný věk účastníka je asi 40 let, nejmladšímu bylo 23 a nejstaršímu 66. Naprostou většinu účastníků tvoří Francouzi a zatím také vždy se Francouz stal vítězem. Celkově už se závodu zúčastnili zástupci 21 zemí, po Francii je to nejčastěji Spojené království. Zastoupeno je i několik vnitrozemských zemí (Maďarsko, Rakousko, Švýcarsko).
Michel Desjoyeaux jako zatím jediný dokázal vyhrát dvakrát (Charlie Dalin také dojel první do cíle dvakrát, poprvé ale nezvítězil z důvodu časového bonusu pro soupeře). Armel Le Cléac'h se jako jediný dostal třikrát na stupně vítězů. 

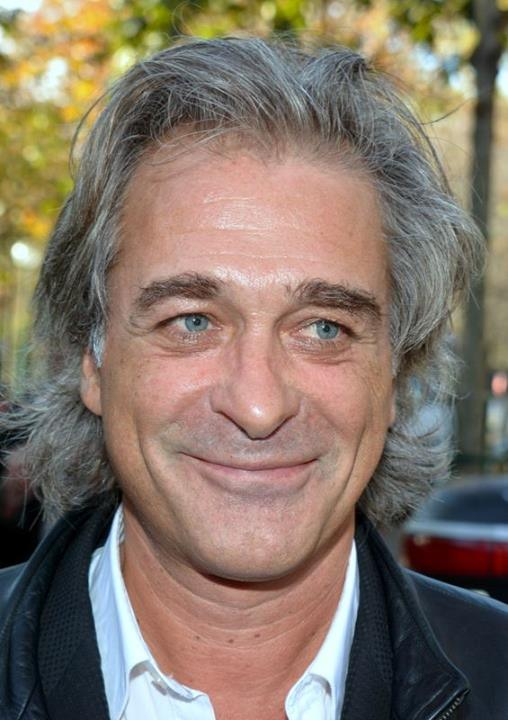
T. Lamazou, vítěz prvního ročníku
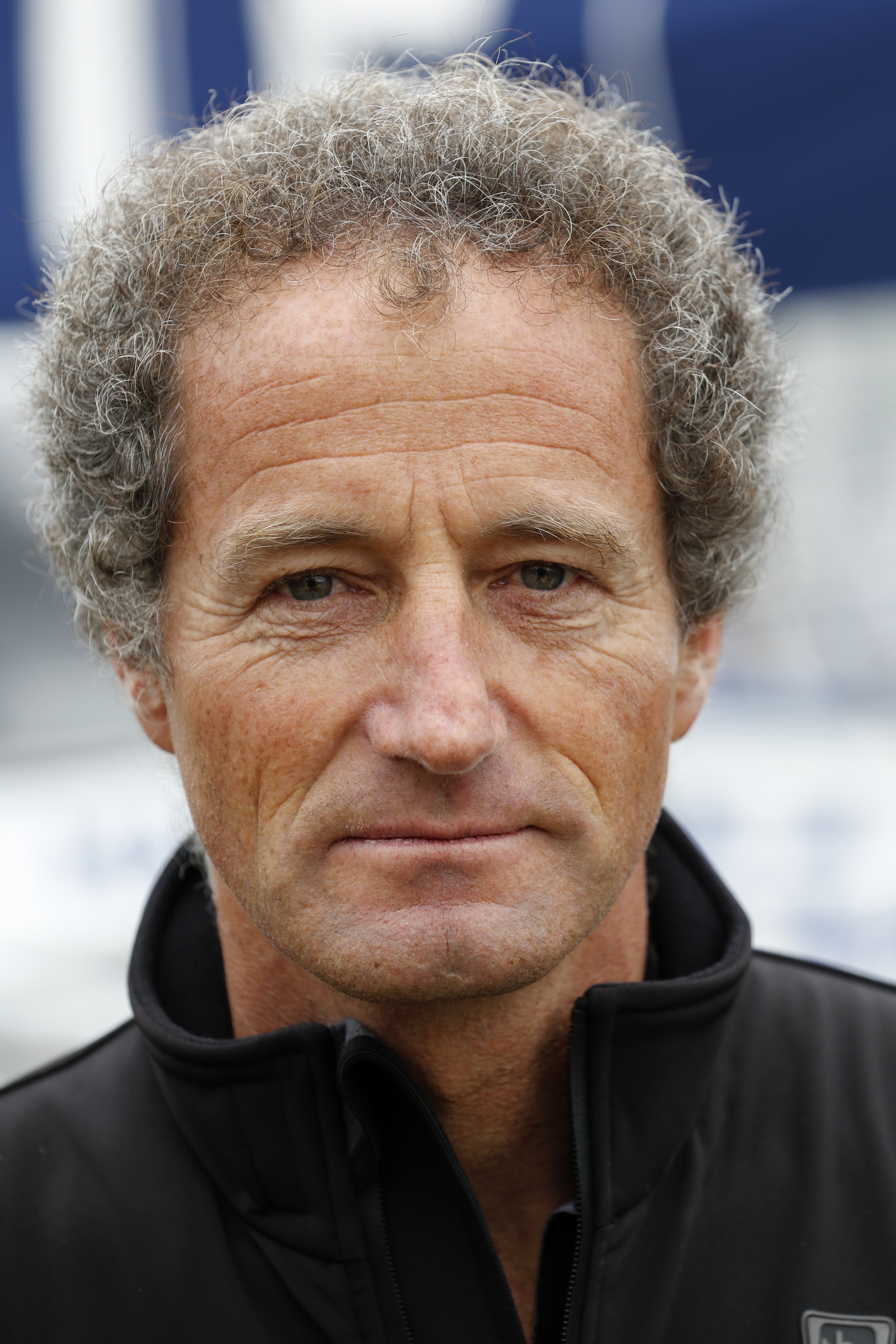
M. Desjoyeaux, dvojnásobný vítěz závodu
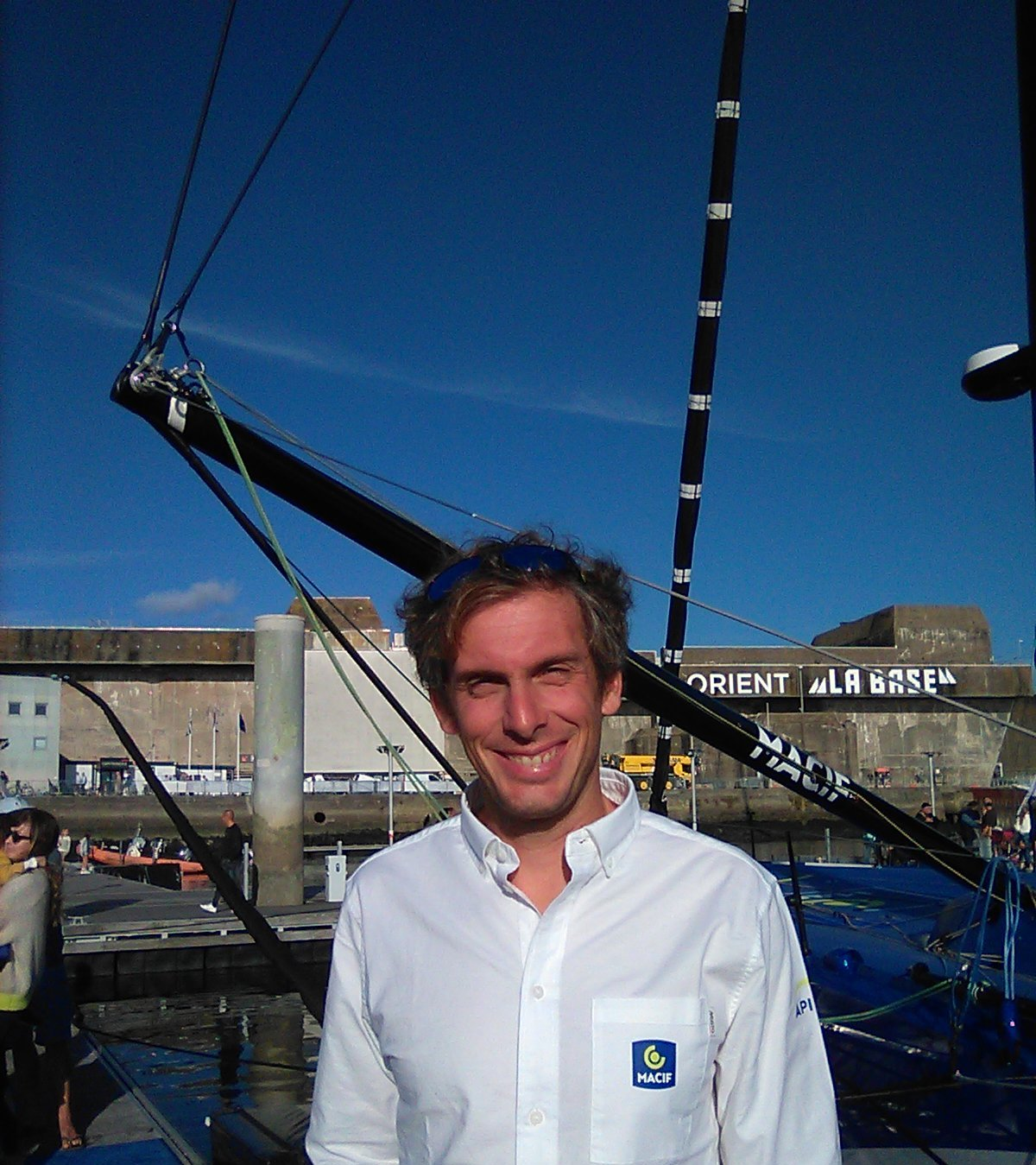
Ch. Dalin, držitel rekordu
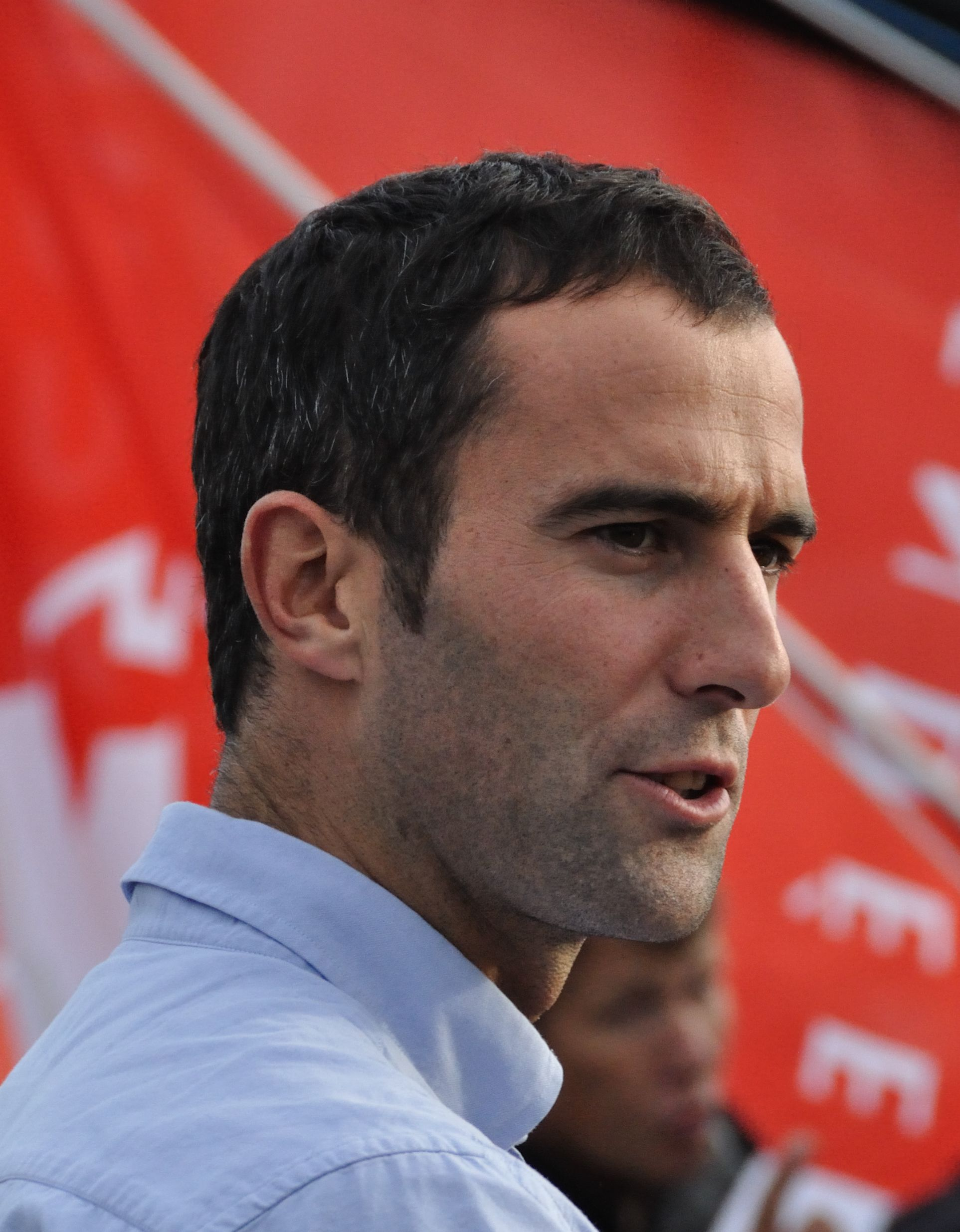
A. Le Cléac'h, třikrát na stupních vítězů
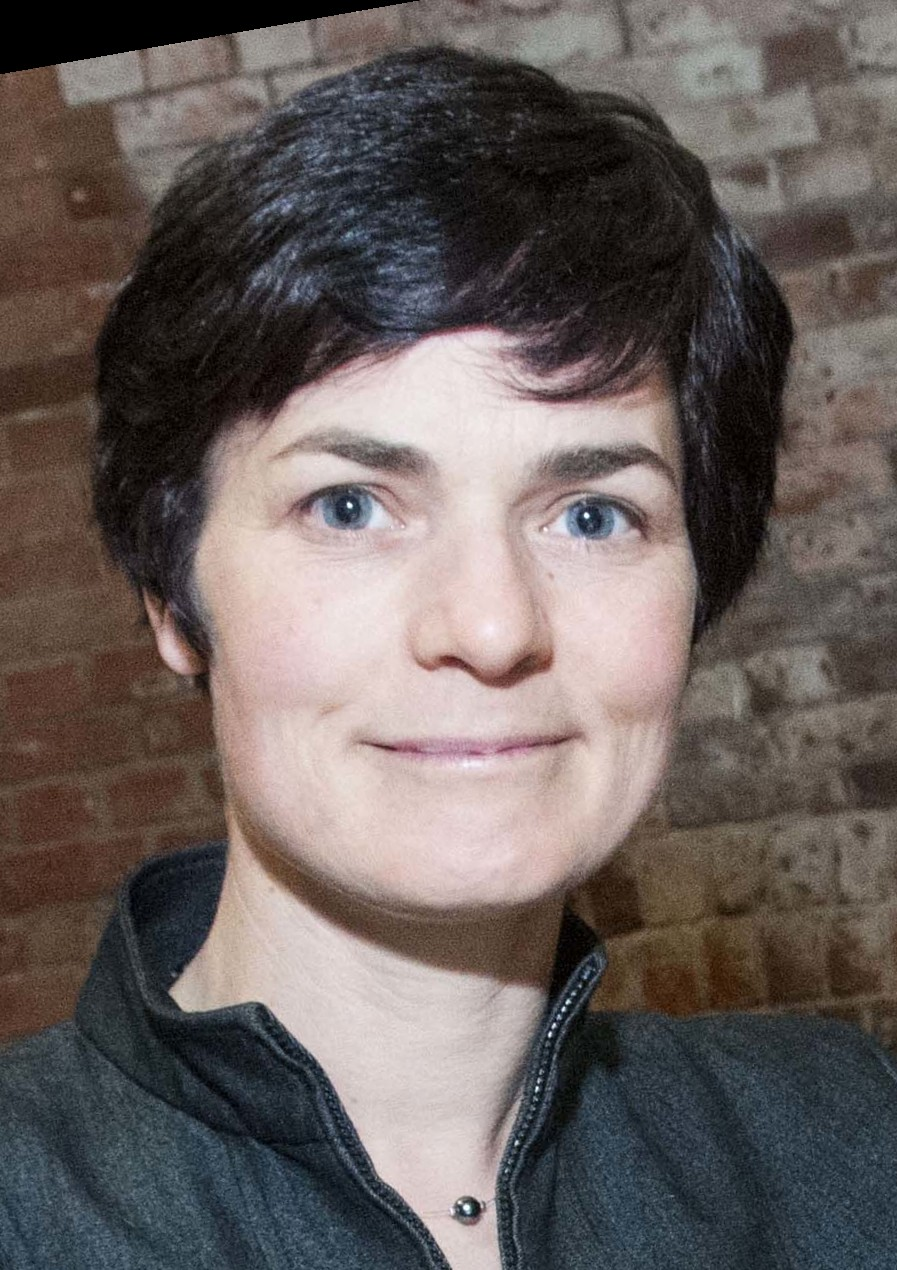
E. MacArthurová, zatím jediná žena mezi třemi nejlepšími

V 10. ročníku 2024/25 zvítězil Charlie Dalin, v rekordním čase o více než 9 dní rychlejším než dosavadní rekord A. Le Cléac'he; ten zhruba o týden překonali i závodníci na druhém a třetím místě. Poslední 32. účastník úspěšně dorazil do cíle 4. března (po 114 dnech), po něm ještě jeden, který ale nestihl stanovený limit závodu (necelých 117 dní). Sedm jachtařů ze závodu v různé fázi odstoupilo, vesměs pro vážná poškození lodi, všichni se přesto dostali do nejbližšího přístavu bez pomoci.
| ročník | rok     | vítěz             | čas                  | 2.                     | 3.                            | účastníků | dokončilo | poznámka                                                                                                 |
| ------ | ------- | ----------------- | -------------------- | ---------------------- | ----------------------------- | --------- | --------- | --- |
| 1.     | 1989–90 | Titouan Lamazou   | 109 dní, 8 h 49 min  | Loïck Peyron           | Jean-Luc Van Den Heede        | 13        | 7         | |
| 2.     | 1992–93 | Alain Gautier     | 110 dní, 2 h 23 min  | Jean-Luc Van Den Heede | Philippe Poupon               | 16        | 7         | Mike Plant zahynul na moři cestou na start; Nigel Burgess tři dny po startu                              |
| 3.     | 1996–97 | Christophe Auguin | 105 dní, 20 h 31 min | Marc Thiercelin        | Hervé Laurent                 | 15 (+1)   | 6         | Gerry Roufs zahynul v jižním Pacifiku                                                                    |
| 4.     | 2000–01 | Michel Desjoyeaux | 93 dní, 3 h 57 min   | Ellen MacArthurová     | Roland Jourdain               | 24        | 15        | na stupních vítězů poprvé žena a ne-Francouz                                                             |
| 5.     | 2004–05 | Vincent Riou      | 87 dní, 10 h 48 min  | Jean Le Cam            | Mike Golding                  | 21        | 13        | |
| 6.     | 2008–09 | Michel Desjoyeaux | 84 dní, 3 h 9 min    | Armel Le Cléac'h       | Vincent Riou, Marc Guillermot | 30        | 12        | první opakovaný vítěz; nejvíce neúspěšných účastí; 4 závodníci získali bonus za plavbu na pomoc kolegovi |
| 7.     | 2012–13 | François Gabart   | 78 dní, 2 h 17 min   | Armel Le Cléac'h       | Alex Thomson                  | 20        | 11        | obhájeno 2. místo                                                                                        |
| 8.     | 2016–17 | Armel Le Cleac'h  | 74 dní, 3 h 35 min   | Alex Thomson           | Jérémie Beyou                 | 29        | 18        | |
| 9.     | 2020–21 | Yannick Bestaven  | 80 dní, 3 h 45 min   | Charlie Dalin          | Louis Burton                  | 33        | 25        | do cíle první dorazil Ch. Dalin, ale díky časovému bonusu zvítězil Y. Bestaven                           |
| 10.    | 2024–25 | Charlie Dalin     | 64 dní, 19 h 23 min  | Yoann Richomme         | Sébastien Simon               | 40        | 32 (+1)   | nejvyšší počet účastníků, nejvyšší úspěšnost (80 %); dosud nejrychlejší závod                            |